# Arne Dørumsgaard
Arne Oddvar Dørumsgaard (Stavanger, 7 dicembre 1921 – Marzio, 13 marzo 2006) è stato un musicista, compositore e cantante norvegese.
È autore di composizioni eclettiche, è stato cantante nella serie di dischi in vinile della casa musicale parigina "Chant Du monde", per la quale dal 1950 al 1955 ha inciso numerosi brani cantati, nonché ha suonato brani dei principali autori scandinavi. Il suo brano di musica folk più famoso, inciso in lingua finlandese, è Kullan Ylistys (La canzone dell'innamorato) motivo tradizionale finlandese ripreso anche da Björk in uno dei suoi CD. Il brano è riproposto in numerosi collezioni e compilation di musica tradizionale scandinava.
Vissuto per trenta anni fino alla sua morte, nel piccolo centro lombardo di Marzio in provincia di Varese, è famoso per essere uno dei più famosi cultori norvegesi contemporanei di musica classica. Amante della musica italiana, il 7 dicembre 2001 ha inaugurato, nel museo Musikkparken Bjergsted di Stavanger, il "Norsk Lydinstitutt" (680 metri quadrati), per il quale ha donato oltre 40.000 dischi a 78 giri, 30.000 a 33 giri, 10.000 nastri, 5.000 tra videocassette e musicassette, 5.000 libri di musica, molteplici attrezzature tecniche per la riproduzione e la copia di diversi tipi di fonti sonore, tutti appartenenti alla sua collezione di Marzio. Questo museo, nato dalla passione per la musica, è destinato a diventare il più grande centro musicale della Norvegia.